# Mauryców (Bełchatów)
Mauryców [pronunciación en polaco: /mauˈrɨt͡suf/] es un pueblo en el distrito administrativo de Gmina Zelów, dentro del Distrito de Serłchatów, Voivodato de Łódź, en Polonia central. Se encuentra aproximadamente 2 kilómetros al sur de Zelów, 14 kilómetros al noroeste de Serłchatów, y 41 kilómetros al sudoeste de la capital regional, Łódź.